# Hanlim Multi Art School
 (juin 2023).
La mise en forme du texte ne suit pas les recommandations de Wikipédia : il faut le « wikifier ».
Les points d'amélioration suivants sont les cas les plus fréquents. Le détail des points à revoir est peut-être précisé sur la page de discussion.
- Les titres sont pré-formatés par le logiciel. Ils ne sont ni en capitales, ni en gras.
- Le texte ne doit pas être écrit en capitales (les noms de famille non plus), ni en gras, ni en italique, ni en « petit »…
- Le gras n'est utilisé que pour surligner le titre de l'article dans l'introduction, une seule fois.
- L'italique est rarement utilisé : mots en langue étrangère, titres d'œuvres, noms de bateaux, etc.
- Les citations ne sont pas en italique mais en corps de texte normal. Elles sont entourées par des guillemets français : « et ».
- Les listes à puces sont à éviter, des paragraphes rédigés étant largement préférés. Les tableaux sont à réserver à la présentation de données structurées (résultats, etc.).
- Les appels de note de bas de page (petits chiffres en exposant, introduits par l'outil «  Source ») sont à placer entre la fin de phrase et le point final[comme ça].
- Les liens internes (vers d'autres articles de Wikipédia) sont à choisir avec parcimonie. Créez des liens vers des articles approfondissant le sujet. Les termes génériques sans rapport avec le sujet sont à éviter, ainsi que les répétitions de liens vers un même terme.
- Les liens externes sont à placer uniquement dans une section « Liens externes », à la fin de l'article. Ces liens sont à choisir avec parcimonie suivant les règles définies. Si un lien sert de source à l'article, son insertion dans le texte est à faire par les notes de bas de page.
- La présentation des références doit suivre les conventions bibliographiques. Il est recommandé d'utiliser les modèles {{Ouvrage}}, {{Chapitre}}, {{Article}}, {{Lien web}} et/ou {{Bibliographie}}. Le mode d'édition visuel peut mettre en forme automatiquement les références.
- Insérer une infobox (cadre d'informations à droite) n'est pas obligatoire pour parachever la mise en page.

Pour une aide détaillée, merci de consulter Aide:Wikification.
Si vous pensez que ces points ont été résolus, vous pouvez retirer ce bandeau et améliorer la mise en forme d'un autre article.
Hanlim Multi Art School ( coréen : 한림연예예술고등학교   ) est un lycée d'arts situé dans le district de Songpa à Séoul, en Corée du Sud.

## Histoire
L'école Hanlim a été fondée le 3 mars 1962, avec Lee Hyeon-man en tant que directeur de l'école. En 2009, l'école a changé de nom pour devenir la Hanlim Multi Arts High School. Elle est connue comme l'une des écoles les plus fréquentées par les personnalités présentes et futures de l'industrie de la K-pop, aux côtés de la School of Performing Arts Seoul et de la Lila Art High School. En raison de la notoriété de certains de ses élèves, l'école est parfois sous le projecteur des médias, notamment lors des cérémonies de remise des diplômes,,,.

## Sections
- Département de diffusion et de divertissement [5]
- Département de théâtre musical [6]
- Département de danse pratique [7]
- Département de musique appliquée [8]
- Département de mannequins [9]
- Département de réalisation de films [10]

## Anciens élèves
- Bae Jinsoul
- Cha Eun-woo[11],[12]
- Cho Seung-youn (aka « Woodz »)[13]
- Cho Yi-hyun
- Choi Bo-min
- Choi Hyun-wook
- Choi Ye-na[14]
- Choi Yu-jin[15]
- Chou Tzu-yu[16]
- Go Yoon-hwan (aka « Ryeoun »)
- Go Won-hee
- Han Sang-hyuk (aka « Hyuk »)
- Hur Hyun-jun
- Huh Yun-jin[17]
- Im So-eun (aka « NC.A »)
- Jeon So-mi[18]
- Jihoon (en) de Treasure
- Jung Il-hoon
- Kang Hye-won[14]
- Kang Hyung-gu (aka « Kino »)
- Kang Joo-hee (aka « Rothy »)
- Kim Chae-won[19]
- Kim Da-hyun[20],[21]
- Kim Minji
- Kim Jin-kyung
- Kim Ji-woo (aka « Chuu »)
- Kim Samuel
- Kim Ye-rim (aka « Yeri »)[22],[23]
- Kim Yu-gyeom[13]
- Kwon Eun-bin[22]
- Krystal Jung[24]
- Lee Hae-in
- Lee Ho-jung
- Lee Ji-hoon
- Lee Ji-hoon (aka « Woozi »)
- Lee Joo-won (aka « JooE »)[23],[25]
- Lee Su-ji
- Lee Tae-hwan
- Lee Tae-min[26]
- Moonbin[12]
- Moon Jong-up[27]
- Nam Hyun-joon
- Nam Tae-hyun
- Nam Yoon-su
- Nancy Jewel McDonie[23],[25]
- Ong Seong-wu
- Park Ji-min (aka « Jamie »)[13]
- Park jin-woo (aka « JinJin »)
- Park Su-bin (aka « Dalsooobin »)[28]
- Park Yoo-na[29]
- Park Min-hyuk (aka « Rocky »)
- Pyo Ji-hoon (aka « P.O. »)
- Shin Dong-ho
- Shin Dong-woo
- Shin Jae-ha
- Shin Yu-na (aka « Yuna »)
- Son Chae-young[16]
- Song Min-ho (aka « Mino »)[28]
- Song Yu-bin[21]
- Wang Yibo
- Yang Yeon-je (aka « Yeonjae »)
- Yoo Seon-ho[30]
- Yoo Yeon-jung[23]
- Yook Sung-jae[31]
- Yoon Sung-jae
- Yoon San-ha